# Odontocera margaritacea
Odontocera margaritacea là một loài bọ cánh cứng trong họ Cerambycidae.